# Bobber

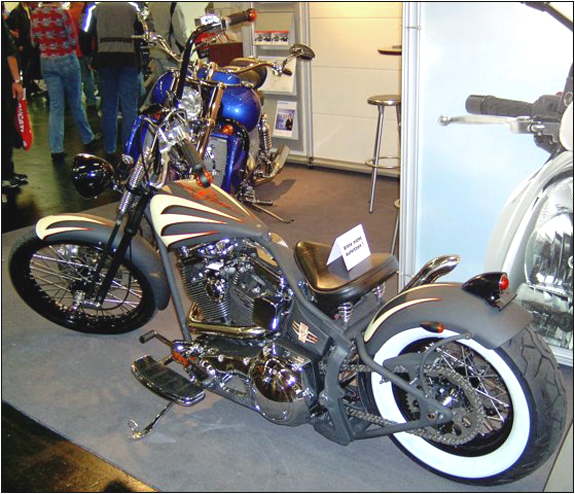
En modern bobber baserad på en Harley-Davidson

Bobber är en motorcykel där ett flertal delar tagits bort för att reducera vikt eller för att ge motorcykeln en minimalistisk estetik. 
Detaljer som avlägsnas kan vara stänkskärmar, ljuddämpare, bakhjulsfjädring och säkerhetsdetaljer såsom ljus, blinkers och signaler.
Bobbers började dyka upp i tävlingssammanhang redan i motorcykelns barndom. De blev ett mer allmänt spritt begrepp strax efter andra världskriget.

## Ordets ursprung
Ordet bobber betecknade initialt motorcyklar med avkapad bakskärm. Hästar vars tagel var kapat i höjd med själva svansen eller kupering av hundsvansar kallas på engelska bobbed tail, därav Bobber. 
Det finns också kopplingar till 1920-talets modefluga charleston, en dans där flickorna hade, för tiden, frivolt korta och löst sittande klänningar med lågt liv kombinerat med provocerande kort frisyr. Frisyren kallades  bobbat hår eller bobfrisyr. 

## Jämförelse med andra motorcyklar
Vid tiden efter andra världskriget kunde man kalla den här typen av motorcykel för chopper från engelskans ord "chop" som i hugga av. Numera görs distinktionen att bobbern har framgaffel av originallängd och omodifierad ram. Choppern har oftast förlängd framgaffel och stora modifieringar på ramen. Bobberns och chopperns gemensamma ursprung gör dock att det inte finns någon klar gräns mellan de två företeelserna. 
Den europeiska motsvarigheten till bobber gick under benämningen caféracer eftersom skinnknuttar tävlade att köra snabbast mellan lokala kaféer. Beroende på att de europeiska vägarna i allmänhet var kurvigare, var väghållning mer prioriterat.
Verkligt ursprungliga bobbers går att se i filmen Vild ungdom med bland andra Marlon Brando och Lee Marvin från 1953.